# 7202 Kigoshi
7202 Kigoshi eller 1995 DX1 är en asteroid i huvudbältet som upptäcktes den 19 februari 1995 av de båda japanska astronomerna Takeshi Urata och Tsuneo Niijima i Ojima. Den är uppkallad efter Kunihiko Kigoshi.
Asteroiden har en diameter på ungefär 10 kilometer och den tillhör asteroidgruppen Dora.